# Коркунов, Михаил Андреевич
Коркунов, Михаил Андреевич (2 [14] сентября 1806, Пермь, Российская империя — 13 [25] января 1858, Санкт-Петербург) — русский историк, академик, отец Н. М. Коркунова и М. М. Манасеиной.

## Биография
Сын берггешворена Департамента горных и соляных дел.
Жил в доме деда обер-гиттен-фервальтера Козьмы Ефимовича Коркунова (ок. 1760 - 11.06.1835, г. Пермь), который хотел непременно определить внука по горному ведомству после окончания им Пермской духовной семинарии, которую тот посещал в качестве вольноприходящего ученика. Михаил же желал продолжать занятия в университете и задумал подать об этом прошение на Высочайшее имя, но уже заготовленное прошение у него было найдено кем-то из домашних и уничтожено на домашнем совете. Тогда он нашёл возможность обратиться к П. П. Свиньину, случайно бывшему в Перми; Свиньин, через начальство Коркунова-отца, достиг того, что отец и дед разрешили молодому Коркунову отправиться в Императорский Московский университет.
«Русский биографический словарь» указывает, что он родился в Пензе и все описываемые события происходили в Пензе. Словарь «Московские профессора XVIII — начала XX веков» указывает, что М. А. Коркунов «учился в Пермском уездном духовном училище и в Пермской духовной семинарии (1820—1824). Одновременно, в 1827—1824 гг., работал унтер-шихт-мейстером на Гороблагодатских заводах, а затем в Пермском горном управлении».
Окончив в 1827 году курс обучения на отделении нравственных и политических наук, он получил медаль за историческое сочинение, которое привлекло внимание к молодому историку, но в августе 1828 года он получил иное назначение в университете — преподавателем арабского языка. С 1830 года он одновременно стал преподавать в университетском Благородном пансионе географию (до 1836).
Профессор с 1830 года, с октября 1832 года вместо арабского языка он стал преподавать географию студентам первого курса, а в 1834 году читал лекции всеобщей истории, географии и статистики для чиновников.
В 1835 году, по случаю отъезда за границу профессора Погодина, ему было поручено преподавание в Московском университете русской истории; в то же время он был помощником инспектора студентов и заведовал минц-кабинетом.
Ещё с 1827 года он был сотрудником Московского общества истории и древностей, 22 февраля 1836 года избран его действительным членом.
7 января 1837 года М. А. Коркунов оставил службу в Московском университете и переехал в Санкт-Петербург, где 13 марта того же года был назначен чиновником Археографической Комиссии, а 15 мая — правителем её дел.
В 1848 году он был избран в члены-сотрудники Археологического общества, в 1856 году — в действительные его члены.
В 1847 году избран в адъюнкты Академии Наук по II отделению, а в 1851 году в экстраординарные академики и заведующим делами II отделения. Академик Санкт-Петербургской Академии наук с 1857 года.

## Деятельность и труды
Деятельность М. А. Коркунова была направлена преимущественно на собирание и издание литературных памятников; отличаясь замечательным трудолюбием и высокой добросовестностью в работе, Коркунов на избранном им поприще составил себе почётное имя. Под его ближайшим заведованием напечатаны III и V тома «Актов Исторических» и несколько томов «Дополнений» к ним; восемь лет он заведовал изданием «Словаря церковно-славянского языка». Был одним из самых основательных знатоков русской дипломатики и без его более или менее активного участия не совершалось в то время почти ни одной работы по изданию древних памятников. Учёно-литературная его деятельность не имела такого важного значения, хотя тоже отмечена присущими ему чертами — добросовестностью и основательностью в работе. Первые статьи Коркунова: «Известие о городе Оханске» и «О народонаселении Пермской губернии» напечатаны были в «Вестнике Европы» за 1827 год (№ 11 и 24); в «Трудах и летописи Московского общества истории и древностей» (части IV и VIII) напечатаны его описания нескольких рукописей. Затем, за время пребывания в Москве, Коркунов напечатал ещё в «Учёных Записках Московского университета» статьи: «Географические сведения Гомера» и «О мнимом путешествии финикиян вокруг Африки», и в «Телескопе» — статью «О местоположении Фарсиса». В 1836 году издал «Путешествие к Святым местам, совершенное в XVIII в. иеродиаконом Троице-Сергиевской Лавры».
С переездом в Петербург начал сотрудничать в «Журнале Министерства Народного Просвещения». С 1835 по 1855 год в этом журнале Коркунов напечатал: «Разыскание о путешествии в Офир» (перевод из книги Gosselin, «Recherches sur la geographie», — в части VI, 1835 г.), «Карта военных действий между русскими и поляками в 1579 г. и тогдашние планы г. Полоцка и его окрестностей» (ч. XV, 1837 г.), «Описание старинного русского перстня» (ч. XXYII, 1840 г.), а также критические статьи по поводу издания Мухановым «Рукописи Филарета» и о книгах: Досифея, «Описание Соловецкого монастыря», Борисова, «Описание города Шуи», о сочинении Котошихина «О России в царствование Алексея Михайловича», о «Словаре» Бантыша-Каменского, и некоторые другие, также несколько мелких заметок. В I т. «Известий Археологического общества» напечатано сообщение Корку нова о так называемой «Башмаковской разрядной книге», интересном и важном памятнике, тогда только что открытом, и несколько отзывов его о разных рукописях; Археологическое Общество в конце 1857 года избрало Коркунова в члены комиссии, для составления «Археологического Словаря», но участвовать в ней Коркунову уже не привелось.